# Cwmbran
Cwmbran est une ville nouvelle du pays de Galles située dans le comté de Torfaen. Elle a été fondée en 1949. C'est une ville « fonctionnelle » où l'on trouve toutes les infrastructures de commerces, services et de loisirs. Son centre commercial est très important et comprend de très nombreux commerces.

## Histoire
La ville a été fondée en 1949, mais l'histoire de la région est beaucoup plus ancienne. 
Le 1er avril 2020, Cwmbran est l'objet d'un article fantaisiste disant que la ville est au Guinness des records pour son nombre de ronds-points au kilomètre carré.

## Sports

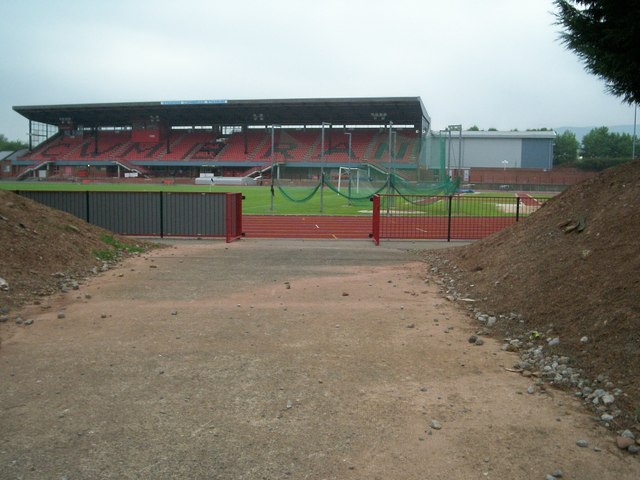
Le Cwmbran Stadium, où joue notamment le Cwmbran Town AFC, champion du pays de Galles de football en 1993.